# Viola dissita
Viola dissita är en violväxtart som beskrevs av H. D. House. Viola dissita ingår i släktet violer, och familjen violväxter. Inga underarter finns listade i Catalogue of Life.